# Gasparia delli
Gasparia delli là một loài nhện trong họ Toxopidae.
Loài này thuộc chi Gasparia. Gasparia delli được miêu tả năm 1955 bởi Raymond Robert Forster.